# ウォータールーパーMUTSU
ウォータールーパーMUTSU（ウォータールーパーむつ）は、トミー（現・タカラトミー）が2000年11月30日に発売した電子ペットおよびそのシリーズである。20代から30代の女性をメインターゲットとし、癒しやなごみを与えるインタラクティブペットとして売り出された。ソラマメの形をした本体の水槽に水を入れ、実際に生物を飼うように水を取り替えながら遊ぶのが特徴。説明書でも水を毎日取り替えることを勧めている。
本体サイズは155×159×216mmで部屋などの狭いスペースに設置することを想定している。単2乾電池3本で動作する。本体とMUTSUに内蔵された磁石で水槽の中を泳ぐように移動する。この仕組みは「くるくるペットパーク」（タカラトミー。2010年10月28日発売）でも使用された。蓋付きの水槽に巣・餌場・2本の海藻・MUTSUの幼生である「MICHI」が配置され、巣にあるライトはMUTSUの動きや鳴き声と連動して光るようになっている。ライトの色は「なかよレベル」によってオレンジやグリーンに変わる。

## 遊び方
本体のスイッチを入れ、3個の「おしょくじボタン」・光センサー・音センサーを使用してMUTSUとコミュニケーションを取る。スイッチが入っていてもしばらく操作しないと眠ってしまうが、おしょくじボタンを押せば起こすことができる。
1から4までのなかよしレベルとさらに上のスペシャルレベルがある。なかよしレベルはライトの色で判断でき、レベル2でオレンジ、レベル3でグリーン、レベル4以上でオレンジとグリーンの2色に点灯する。なかよしレベルが低いうちはあまり巣から出ず餌も食べようとしないが、なかよしレベルが上がるにつれ行動パターンが増え感情豊かになりレベル4以上になると歌を歌うようになる。世話をしないとなかよしレベルは下がっていく。

## シリーズ
MUTSUは水辺の不思議な生き物とされている。
- MUTSU
  - アオムツ
  - モモムツ
  - ヒカリムツ - 2001年4月26日発売。畜光素材で作られたMUTSU。
  - パールムツ - 2001年4月26日発売。パールピンクのボディカラー。
  - チャムツ - 2001年5月24日発売。イヌに似たデザインのMUTSU。
  - コンムツ - 2001年5月24日発売。ペンギンに似たデザインのMUTSU。
- MUTSU Sスタイルアソート - 2001年10月25日発売。球体の本体に雫型のリモコン（おしょくじボタン）が付属したコンパクトなMUTSU。海藻は1本でMICHIはいない[4]。

## ゲーム
いずれも発売元はトミー。
MUTSU ウォータールーパームツ
2001年12月21日に発売されたゲームボーイアドバンス用ソフト。アドバンス専用通信ケーブル対応。ジャンルは会話＆育成シミュレーション。
MUTSUとのほほん
2002年7月19日に発売されたニンテンドー ゲームキューブ用ソフト。ジャンルはコミュニケーションアドベンチャー。のほほん族とコラボレーションした。